# Bungalotis erythus
Bungalotis erythus is een vlinder uit de familie van de dikkopjes (Hesperiidae). De wetenschappelijke naam van de soort is voor het eerst geldig gepubliceerd in 1775 door Pieter Cramer.